# Hiatirhaphis
Hiatirhaphis ist eine Gattung der lebendgebärenden Zahnkarpfen. Das Verbreitungsgebiet beschränkt sich auf Costa Rica und das westliche Panama.

## Merkmale
Hiatirhaphis-Arten haben einen langgestreckten Körper und einen kleinen Kopf mit abgerundeter Schnauze. Ihre Färbung ist schlicht und je nach Population grau, braun, olivfarben oder gelblich. Der Bauch ist silbrigweiß. Die dunklen Schuppenränder bilden ein Netzmuster. Die Flossen sind meist mehr oder weniger gelblich gefärbt.  Ein Geschlechtsunterschied hinsichtlich der Färbung ist nicht vorhanden. Männchen 6 werden 7 Zentimeter lang, Weibchen 5 bis 8 Zentimeter.
- Flossenformel: Dorsale 6–8, Anale 7–10.
- Schuppenformel: 28–30.[1]

## Arten
Die Gattung Hiatirhaphis umfasst folgende zwei Arten:
- Hiatirhaphis cascajalensis (Meek & Hildebrand, 1913), Cascajal-Kärpfling
- Hiatirhaphis parismina (Meek, 1912), Parismina-Kärpfling, Typusart

Beide Hiatirhaphis-Arten wurden in ihrer Erstbeschreibung in die Gattung Gambusia gestellt. Später kamen sie zu Brachyrhaphis. Im Jahr 2019 wurde die Gattung Hiatirhaphis eingeführt.

## Belege
1. 1 2 3  Manfred K. Meyer, Lothar Wischnath, Wolfgang Foerster: Lebendgebärende Zierfische: Arten der Welt. Mergus Verlag für Natur- und Heimtierkunde Baensch, Melle 1985, ISBN 3-88244-006-6. Seite 137 u. 144.
2. ↑  Eschmeyer's Catalog of Fishes: https://researcharchive.calacademy.org/research/ichthyology/catalog/fishcatmain.asp Eschmeyer's Catalog of Fishes
3. ↑  Huber, J.H. (2019): A nomenclatural and systematic Analysis of livebearing Cyprinodontiformes (Acanthopterygii: Anablepsinae, Goodeinae, Poeciliidae). Killi-Data Series 2019: 4-155, 3 tabs., 8 figs.